# Paschkow-Haus

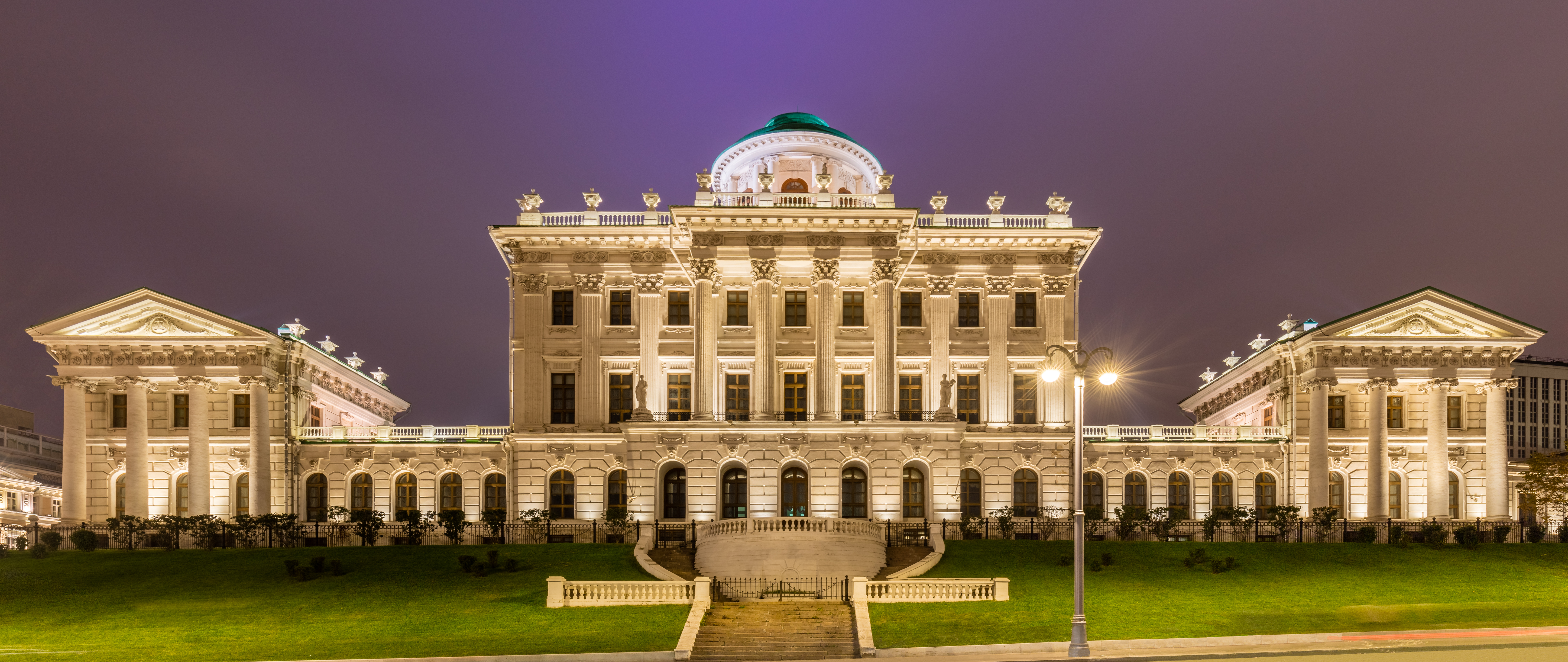
Paschkow-Haus

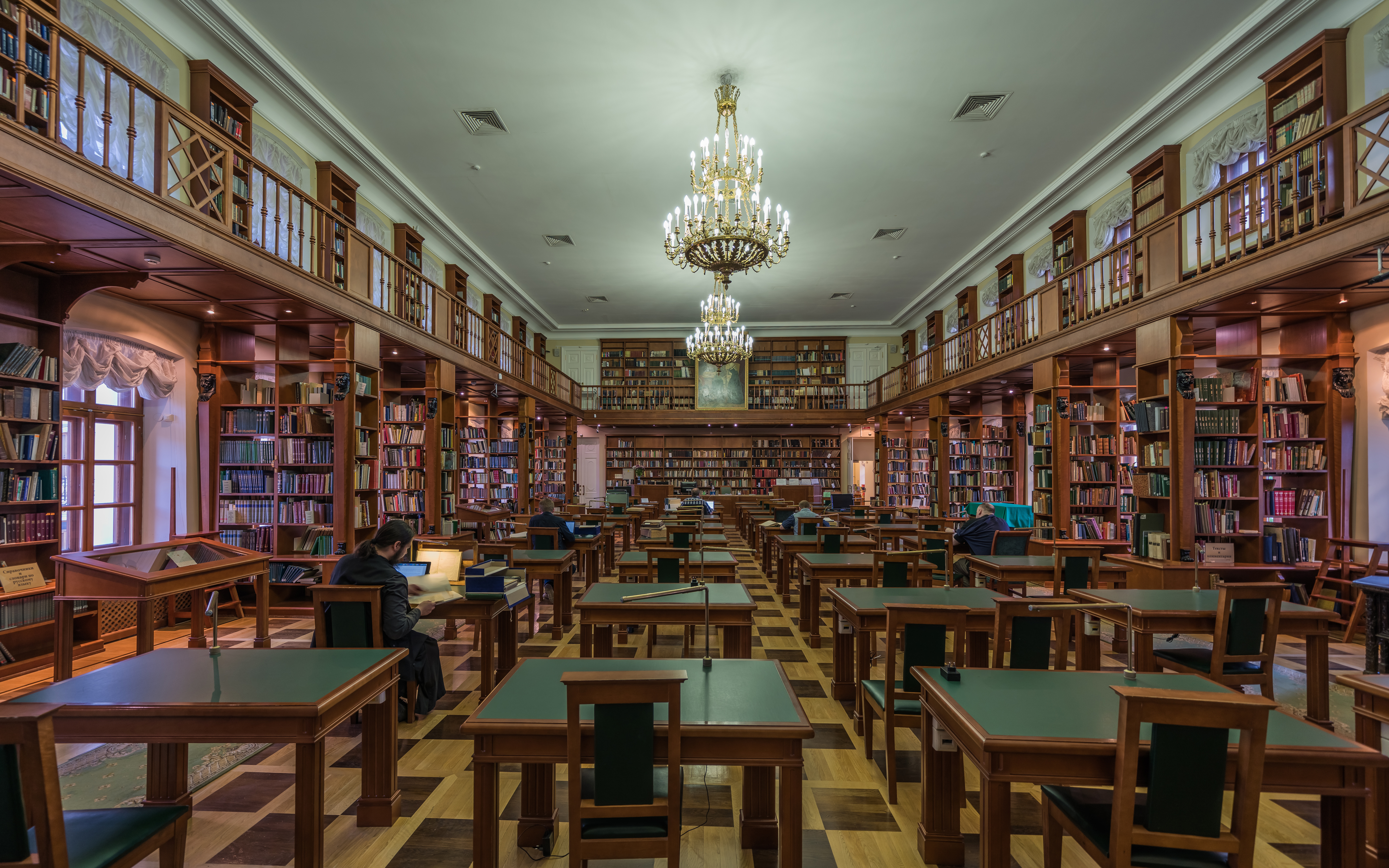
Ein Lesesaal der Russischen Staatsbibliothek im Paschkow-Haus

Das Paschkow-Haus (russisch Дом Пашкова) ist ein klassizistisches Bauwerk in Moskau. Es befindet sich im historischen Stadtkern gleich gegenüber dem Borowizki-Tor des Kremls.

## Geschichte
Das Haus wurde in den Jahren 1784 bis 1786 als Wohnhaus durch den Architekten Wassili Baschenow im Auftrag des Offiziers a. D. Pjotr Paschkow erbaut. 1812 wurde es beim Stadtbrand während des Krieges gegen Napoleon schwer beschädigt. Daraufhin erfolgte zunächst eine unvollständige Renovierung durch die damaligen Eigentümer, bevor 1839 der Staat das Haus kaufte. Dieser schuf daraus nach aufwendiger Restaurierungsarbeit und Umbauten ein Haus für allgemeine Zwecke. Zuerst diente es als Adelsinstitut und später als Gymnasium. Dann wurde es das Rumjanzew-Museum, welches das erste öffentliche Museum Moskaus war. Ab 1925 beherbergte das Gebäude Teile der Lenin-Bibliothek (heute: Russische Staatsbibliothek) und gehört zum Komplex der Staatsbücherei.
Zur Würdigung der Bedeutung des Hauses hat die russische Staatsbank 1992 eine Gedenkmünze im Wert von 50 Rubel herausgegeben. Das Gold der Münze hat ein Feingewicht von 38,9 Karat. Der Durchmesser beträgt 22,6 mm. Weiterhin wurde 1995 von der russischen Post eine Briefmarke aus der Reihe „Monumente“ mit einer Abbildung des Hauses ausgegeben.